# Bad Sisters
Bad Sisters är en irländsk TV-serie som hade premiär 2022 på Apple TV+. Serien skapades av Sharon Horgan, Dave Finkel och Brett Baer. Serien bygger på den belgiska TV-serien Clan. Serien kretsar kring fem sammansvetsade systrar och är en blandning av svart komedi och thriller. Andra säsongen har premiär 13 november 2024.

## Rollista i urval
- Sharon Horgan – Eva Garvey
- Anne-Marie Duff – Grace Williams
- Eva Birthistle – Ursula Flynn
- Sarah Greene – Bibi Garvey
- Eve Hewson – Becka Garvey
- Claes Bang – John Paul "JP" Williams
- Brian Gleeson – Thomas "Tom" Claffin
- Daryl McCormack – Matthew "Matt" Claffin
- Assaad Bouab – Gabriel
- Yasmine Akram – Nora Garvey
- Peter Coonan – Ben
- Lloyd Hutchinson – Gerald Fisher
- Seána Kerslake – Theresa Claffin
- Nina Norén – Minna Williams
- Jonjo O'Neill – Donal Flynn
- Saise Quinn – Blánaid Williams
- Michael Smiley – Roger Muldoon
- Barry Ward – Fergal Loftus